# It's Been a Great Afternoon
«It's Been a Great Afternoon» — сингл Мерла Хаггарда, випущений лейблом МСА в 1978 році. Пісня увійшла до альбому під назвою I'm always on a Mountain When I Fall та посіла 2 місце в хіт-параді Country Singles.